# 쇠갈밭쥐속
쇠갈밭쥐속(Lasiopodomys)은 쥐상과 비단털쥐과에 속하는 설치류 속의 하나이다.

## 특징
꼬리 길이 19~30mm를 제외한 몸길이가 98~150mm인 작은 크기의 설치류이다. 몸무게는 최대 84g이다.

## 분포
중국과 몽골 그리고 인근 시베리아 지역에 분포한다.

## 하위 종
3종을 포함하고 있다.
- 브란트밭쥐 (Lasiopodomys brandtii)
- 평원밭쥐 (Lasiopodomys fuscus)
- 쇠갈밭쥐 (Lasiopodomys mandarinus)